# Heilig-Geist-Kapelle (Jüterbog)

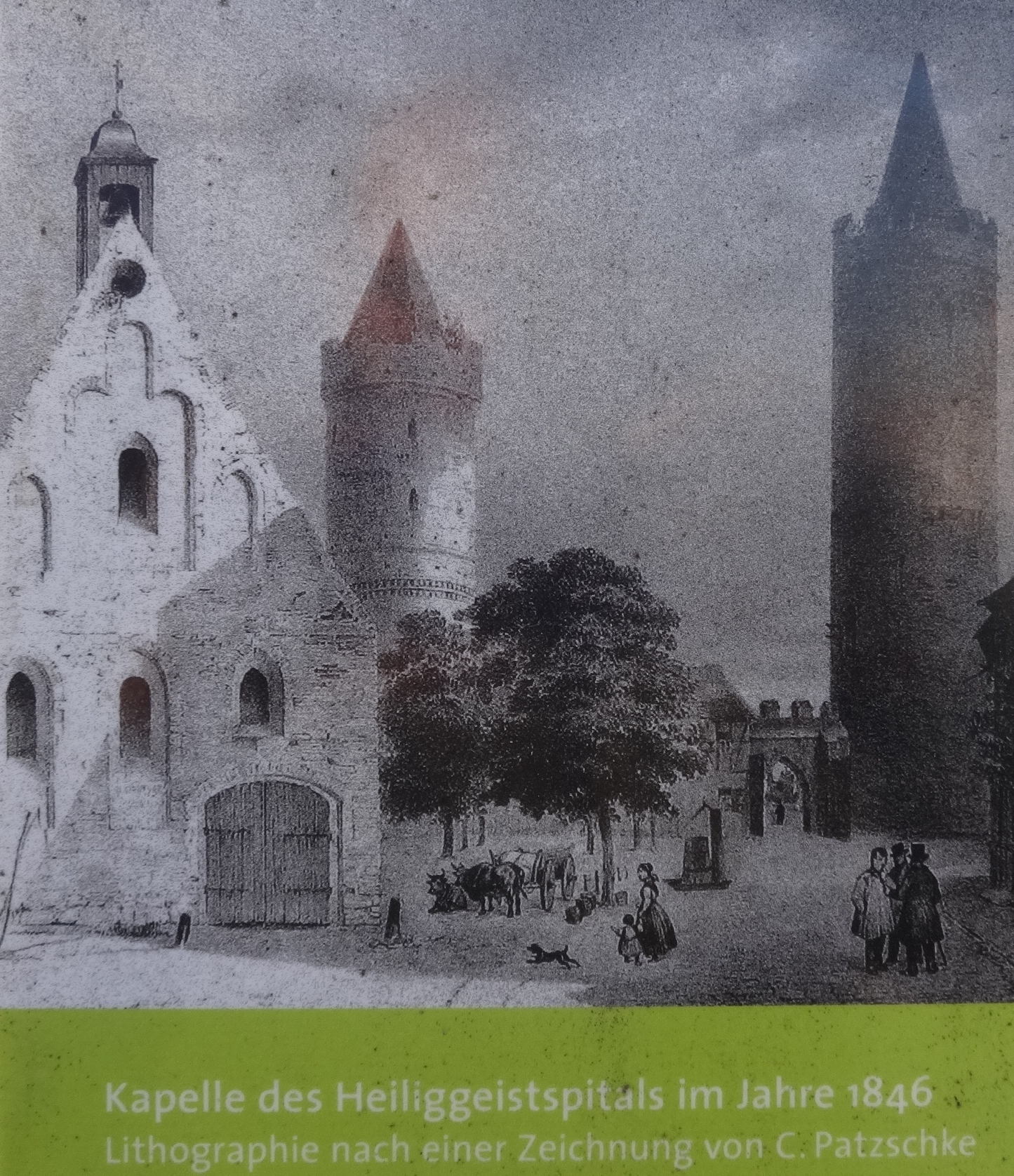
Historische Abbildung der Kapelle

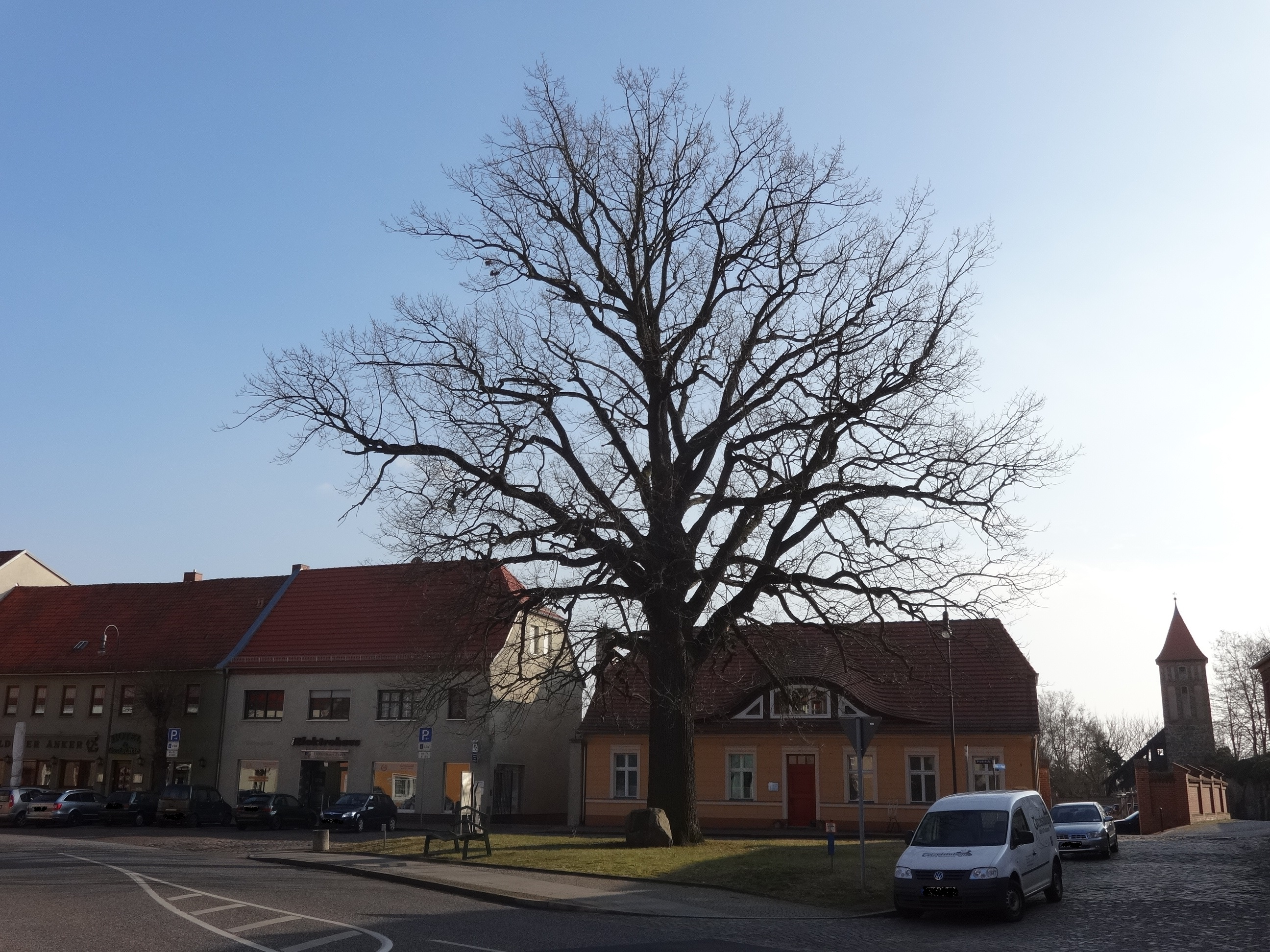
Platzgestaltung im 21. Jahrhundert mit Luthereiche

Die Heilig-Geist-Kapelle war ein Sakralbau aus dem 12. Jahrhundert in Jüterbog, einer Kleinstadt im Landkreis Teltow-Fläming im Bundesland Brandenburg.

## Geschichte und Struktur
Der Bau der Kapelle geht auf Wichmann von Seeburg zurück, der von 1154 bis 1192 Erzbischof von Magdeburg war. Er errichtete um 1170 einen rund 20 Meter langen, 8 Meter breiten und rund 27 Meter hohen Bau aus Backstein. Der frühgotische Bau verfügte über eine Dreifenstergruppe an der Ostwand sowie einen für die Zeit typischen, mit Blenden verzierten Giebel.
Das Bauwerk diente zunächst als Krankenhauskapelle für das an die Stadtmauer angrenzende Heilig-Geist-Hospital. Wohlhabende Bürger unterstützten das Hospital, wie auch das Mönchskloster, da sie sich aus der guten Tat einen Vorteil für ihr Seelenheil versprachen. In der Zeit der Reformation nutzte der Pastor Thomas Schneidewein das Gebäude für seine Predigt – lange bevor die Stadtkirche St. Nikolai errichtet wurde. Schneidewein verschwand spurlos, nachdem er 1528 der dem Protestantismus zugeneigten dänischen Prinzessin Elisabeth, der Ehefrau des Kurfürsten Joachim I., auf der Flucht vor ihrem Ehemann seine Hilfe anbot. Der Spitalbetrieb wurde nach der Reformation im Jahr 1687 eingestellt. In den folgenden Jahrhunderten nutzte die Gemeinde das Bauwerk von 1562 bis 1707 als Kornschüttboden und ab 1838 als Kanonenschuppen. 1873 brannte das Gebäude ab und wurde zwei Jahre später abgerissen. 1883 pflanzte die Gemeinde auf dem nunmehr freien Gelände zum Gedenken an den 400. Geburtstag Martin Luthers eine Luthereiche. Seit 1928 erinnert ein Findling mit einer Gedenkplatte am Fuß des Baums an den Pastor Schneidewein. Bei Straßenbauarbeiten entdeckten Arbeiter im Sommer 2001 einen Teil des umgebenden Spitalfriedhofs.